# Dalbergia eremicola
Dalbergia eremicola är en ärtväxtart som beskrevs av Roger Marcus Polhill. Dalbergia eremicola ingår i släktet Dalbergia, och familjen ärtväxter. IUCN kategoriserar arten globalt som nära hotad. Inga underarter finns listade i Catalogue of Life.